# Практическая лингвистика
Практическая лингвистика — познание языка и передача результатов такого познания другим людям, не предполагающее построения научных теорий.
- Лингвистика в широком смысле слова (познание языка и передача результатов этого познания другим людям) подразделяется на научную (то есть предполагающую построение лингвистических теорий) и практическую. Чаще всего лингвистикой называют именно научную лингвистику.

- Практическая лингвистика представляет собой ту сферу, где реально проводятся лингвистические эксперименты, имеющие целью верификацию положений теоретической лингвистики и проверку эффективности продуктов, создаваемых прикладной лингвистикой.

- Практическая лингвистика, в отличие от научной, охватывает такие виды ненаучной деятельности, как обучение детей родному языку, изучение иностранного языка, перевод, преподавание родного и иностранного языка (см. Школьное образование), литературное редактирование, корректура, практическая логопедия, восстановительное обучение речи, бытовое и художественное словотворчество, деловое изобретение товарных марок (см. товарные знаки; товарные знаки, ставшие нарицательными), создание технической и научной номенклатура, научное терминотворчество, языковая политика, создание новых письменностей и обучение грамоте (см. грамотность, буквослагательный метод обучения грамоте), языковая политика (см. также языковой империализм; языковой сепаратизм; лингвицид), лингвоконструирование. Большинство этих видов деятельности, подобно научной лингвистике, требуют некоторого таланта и некоторого уровня специальной профессиональной подготовки.

- -     - Каждому из направлений практической лингвистики соответствует его отражение в сфере научной лингвистики. Так, перевод изучается переводоведением, преподавание родного языка в школе — методикой родного языка, преподавание иностранных языков — лингводидактикой, лингвоконструирование — интерлингвистикой и т. п.
- Обеспечению потребностей практической лингвистики служат такие разделы прикладной лингвистики, как написание практических грамматик, практическая фонетика, практическая лексикография (создание практических словарей).
- Термин «практическая лингвистика» иногда приравнивается к термину «прикладная лингвистика». Однако в более строгом употреблении эти два термина имеют разное содержание.
  - Прикладная лингвистика является комплексом научных дисциплин, она составляет раздел лингвистики как науки, между тем как практическая лингвистика наукой не является. Она есть ремесло или совокупность ремёсел, разновидность практической деятельности людей.
  - Так, когда говорят о проверке лингвистических теорий на практике, то имеют в виду не только создание практических грамматик и словарей, но и их эффективное использование в обучении и преподавании. Так, создание практических грамматик, практических словарей и разговорников есть задача прикладной лингвистики, а использование (применение, употребление) практических грамматик, словарей и разговорников в обучении, преподавании и переводе есть один из приёмов практической лингвистики.